# Cissus glaberrima
Cissus glaberrima är en vinväxtart som beskrevs av Jules Émile Planchon. Cissus glaberrima ingår i släktet Cissus och familjen vinväxter. Inga underarter finns listade i Catalogue of Life.